# Aanwijzingen voor de regelgeving
De vigerende Aanwijzingen voor de regelgeving is elfde wijziging van een ministeriële regeling. De aanwijzingen zijn gegroeid uit een circulaire van de Nederlandse minister-president van 18 november 1992, die – als daartoe aanleiding bestaat – wordt aangepast aan de ontwikkelingen. Het is een naslagwerk voor Nederlandse wetgevingsjuristen. Bij het redigeren van algemeen verbindende teksten is afwijking van deze aanwijzingen slechts toegestaan, indien onverkorte toepassing daarvan uit een oogpunt van goede regelgeving niet tot aanvaardbare resultaten zou leiden. Sinds 21 januari 2003 gelden naast deze aanwijzingen ook de Aanwijzingen voor convenanten.

## Regelgeving
Deze aanwijzingen hebben betrekking op regelingen die onder ministeriële verantwoordelijkheid tot stand komen en, voor zover uitdrukkelijk aangegeven, op verdragen, bindende besluiten van organen van de Europese Gemeenschappen en andere besluiten van volkenrechtelijke organisaties.
Onder regelingen worden in deze aanwijzingen verstaan:
- algemeen verbindende voorschriften;
- interne regelingen;
- beleidsregels.

De ministers hebben geen gezag over de Staten-Generaal, adviescolleges op het terrein van de wetgeving, zelfstandige bestuursorganen, organen van de publiekrechtelijke bedrijfsorganisatie en decentrale overheden. De aanwijzingen kunnen deze organen dus niet formeel binden. Maar met de beide kamers zijn wel op sommige in deze aanwijzingen behandelde punten procedurele afspraken gemaakt. Ook met de Raad van State.
Voor organen van de publiekrechtelijke bedrijfsorganisatie geldt echter dat PBO-regelingen in het algemeen dienen te voldoen aan de aanwijzingen. Voor zover adviescolleges en zelfstandige bestuursorganen betrokken zijn bij de opstelling van regelingen of de advisering daarover, is het van belang uit hoofde van consistentie en standaardisatie dat rekening wordt gehouden met de aanwijzingen.

### Indeling
Indien dit voor de toegankelijkheid van een regeling van belang is, wordt deze systematisch in Arabisch genummerde onderdelen verdeeld. Bij een verdeling op één niveau worden de onderdelen "hoofdstuk" of "paragraaf" genoemd. Bij een verdeling op twee niveaus worden de onderdelen van het eerste niveau "hoofdstuk" en de onderdelen van het tweede niveau "paragraaf" genoemd. Bij een verdeling op meer dan twee niveaus worden de onderdelen in volgorde van omvang "deel", " hoofdstuk", "titel", " afdeling" en "paragraaf" genoemd, met dien verstande dat in ieder geval de aanduidingen "hoofdstuk" en "paragraaf" worden gebruikt. De benaming "boek" wordt alleen voor een deel van een wetboek gebruikt. Het verdient aanbeveling voor de aanduiding van paragrafen het paragraafsymbool § te gebruiken.
De artikelen worden doorlopend genummerd met Arabische cijfers. In een omvangrijke regeling kunnen de artikelen per hoofdstuk worden genummerd, onder vermelding van het hoofdstuknummer voor het artikelnummer.
Aanwijzing 235 bepaalt dat in een wijzigingsregeling voor iedere te wijzigen regeling een artikel wordt gebruikt. Binnen een artikel worden de verschillende wijzigingen van de betreffende regeling aangeduid met hoofdletters. Deze worden geplaatst als opschrift, zonder verdere tekst. De verschillende wijzigingen in een artikel van de betreffende regeling worden aangeduid met Arabische cijfers of kleine letters.
Aanwijzing 248 bepaalt dat een nota van wijziging niet wordt ingedeeld in artikelen. De onderdelen worden met Arabische cijfers of hoofdletters aangeduid. Een eventuele verdere onderverdeling geschiedt met de letters a, b, c, ...

#### In de aanwijzingen voor de regelgeving niet behandelde complicaties
Een artikel van een wijzigingswet bevat soms de invoeging of vervanging van een hoofdstuk, met paragrafen en artikelen. De opschriften komen qua nummeringswijze en lettertype soms overeen met die van de hoofdstukken, paragrafen en artikelen van de wijzigingswet. In zo'n geval is op officielebekendmakingen.nl de html-versie veel geschikter dan de pdf-versie (hoewel de pdf-versie de officiële versie is!), omdat er bij de html-versie wel een onderscheid is qua inspringen. Ook zijn in html de paragraafopschriften op het hogere niveau cursief, op het lagere vet, en zijn artikelopschriften op het hogere niveau in een groter lettertype.
Een voorbeeld van een wet waarbij het probleem (zoals gezegd vooral bij de pdf-versie) zich voordoet is de Aanpassingswet openbare lichamen Bonaire, Sint Eustatius en Saba. Er is een indeling van de vorm HOOFDSTUK 1, § 1, Artikel 1.1, waarbij elk artikel een andere wet wijzigt, en dit eerste artikel 1.1 een verdere indeling heeft met onder meer G, HOOFDSTUK 7A, Artikel 88a. De complicatie wordt in een deel van de artikelen voorkomen doordat de hoofdstukken binnen een artikel soms een nummering in Romeinse cijfers hebben (niet binnen dit artikel 1.1), en dat de artikelen  binnen een artikel soms losse nummers zoals 1 hebben (dit is het geval binnen dit artikel 1.1). Ook automatisch gegenereerde bladwijzers van pdf-lezers kunnen met een en ander moeite hebben.
Hoewel bij een wijzigingswet de (beperkte) tekst op wetten.overheid.nl vaak maar beperkt nut heeft, is die hier voor de hoofdindeling, de eerste drie niveaus zoals HOOFDSTUK 1, § 1, Artikel 1.1, van extra groot belang.
Ook kan het in zo'n geval extra nuttig zijn in de browser of pdf-lezer een zoekfunctie met de optie "hoofdlettergevoelig" te gebruiken (indien aanwezig) om bijvoorbeeld het volgende hoofdstuk of artikel te vinden: ook al krijgt men in beide gevallen die op de twee niveaus door elkaar, is aan de volgorde bijna altijd te zien op welk niveau het opschrift zich bevindt. Dit werkt het beste bij "HOOFDSTUK", omdat het helemaal in hoofdletters is; "Artikel" is ook vrij vaak geen opschrift, maar alleen het begin van een zin.
Bij het wetsvoorstel dat hoort bij het bovengenoemde voorbeeld wordt echter ook in html geen onderscheid gemaakt door inspringen. Bij de nota's van wijziging (dus wijzigingen van de voorgestelde wijzigingen) is er een hoofdonderverdeling naar hoofdstuk. Er zijn in de eerste nota van wijziging wijzigingen in de hoofdstukken 2, 5, 6, en 8 t/m 12, genummerd met vette cijfers 1 t/m 8. Deze zijn onderverdeeld naar de artikelen van het wetsvoorstel die gewijzigd worden, anders gezegd, naar de wet die gewijzigd wordt (de niveaus paragraaf en subparagraaf worden overgeslagen). De nummering van de wijzigingen per hoofdstuk gebeurt met vette A, B, C, .., zonder titel, als opschrift. "1. HOOFDSTUK 2. MINISTER VAN BINNENLANDSE ZAKEN EN KONINKRIJKSRELATIES" wordt bijvoorbeeld onderverdeeld in vette A t/m G. "3. HOOFDSTUK 6. MINISTER VAN FINANCIËN" wordt onderverdeeld in vette A t/m R.
Onder zo'n letter staat bijvoorbeeld "Artikel 2.2 wordt gewijzigd als volgt:". Als er dan meerdere wijzigingen in de wijzigingen in de betreffende wet zijn worden die soms genummerd met (niet-vette) A, B, C, .., zonder titel, als opschrift, en soms genummerd 1, 2, 3, .., niet als kopje maar vóór de tekst of het kopje van een puntgewijze tekst. Het gebruik van de cijfers komt voor als de oorspronkelijke wijzigingen met letters waren genummerd.
Artikel 2.13 (wijzigingen in de Wet materieel ambtenarenrecht BES; de wijzigingen zijn genummerd A, B, .., Z, AA, .., OO) ondergaat bijvoorbeeld de wijzigingen 1, 2, .., 15, waarbinnen ook weer nummeringen 1, 2, .. voorkomen, die niet alleen qua nummeringswijze, maar ook qua lettertype en inspringen overeenkomen met de nummering op het hogere niveau. De derde wijziging staat bijvoorbeeld als volgt geformuleerd:
3. Onderdeel B, onder 1, komt te luiden:
1. Het eerste lid komt te luiden:
1. Ambtenaar .. 
De 3 is het nummer van de wijziging (waar er 15 van zijn). De eerste 1 is het ongewijzigde nummer (op de regel erboven al vermeld) van de wijziging (waar er 4 van zijn) van artikel 1 van de Wet materieel ambtenarenrecht BES. Deze regel van het wetsvoorstel is niet gewijzigd, maar hier vermeld omdat de gehele vervangende tekst van Onderdeel B, onder 1 wordt vermeld. Zo wordt voorkomen dat gerefereerd moet worden aan "Onderdeel B, onder 1, onder 1". De volgende 1 is het ongewijzigde nummer (op de regel erboven al in woordvorm vermeld) van het lid van artikel 1 waarvan de vervangende tekst vervangen wordt.

### Nummering ingevoegde artikelen
Als artikelen tussen bijvoorbeeld artikel 14 en 15 moeten worden ingevoegd worden deze genummerd 14a, 14b, 14c, enz. Artikel 14a is dus geen onderdeel van artikel 14.
Voorheen werden Latijnse telbijwoorden gebruikt, de artikelen werden 14bis, 14ter, 14quater, 14quinquies, 14sexies, 14septies, 14octies, 14novies, 14decies genoemd, zonder spatie na het getal. De oude termen komen nog steeds voor, en nieuwe artikelen kunnen zelfs de oude namen hebben, want binnen één serie wordt een eenmaal aangevangen wijze van nummering voortgezet.

### Bedragen
Voor de aanduiding van bedragen in euro’s wordt slechts bepaald dat het euroteken ‘€’ wordt gebruikt.
Bij bedragen vanaf € 10.000 staat tussen het cijfer voor de duizendtallen en het cijfer voor de honderdtallen soms een spatie en soms een punt, zelfs binnen één wet, bijvoorbeeld de Wet inkomstenbelasting 2001. Bij bedragen tussen € 1000 en € 10.000 staat soms wel, soms niet iets (punt of spatie) tussen het cijfer voor de duizendtallen en het cijfer voor de honderdtallen. Men moet hierop bedacht zijn bij het zoeken van een bedrag met een zoekfunctie.

## Convenanten
De Aanwijzingen voor convenanten zijn van toepassing op door de Nederlandse centrale overheid te sluiten convenanten, voor zover de aard van het convenant zich daartegen niet verzet.